# クルト (食品)

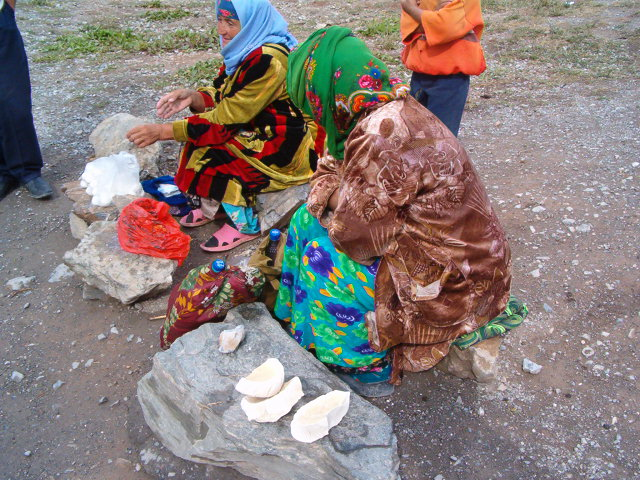
タジキスタンで販売されているクルト

クルート（ラテン文字: Qurut、タジク語: қурут、キルギス語: курут、[qurút]、トルコ語: kurut、アゼルバイジャン語: qurut）、クルト (カザフ語: құрт、[qʊrt]、タタール語: Корт、[qʊrt]、ペルシア語: لچ ラッチまたはکشک キャシュク、モンゴル語: ааруул, アールール [ɑːrʊɮ]）は主に中央アジアで食されているチーズの一種である。

## 製法
クルトはスズマやタラグなどと呼ばれる脱水したサワーミルクやヨーグルトをさらに乾燥させて作る。クルトの形は球状に丸めたものや短冊型にしたもの、塊に整形したものなど様々である。時に塩を加えることも有り、中国内の内モンゴル自治区では味と香りをつけてキャンディとして配布されることもある。
イランでは、サワーミルクを撹拌してバターを取り出した後に残ったドゥーグ（バターミルク）をさらに撹拌し、固形分を乾燥させたものがキャシュクであり、さらに残ったホエーを高温で煮詰めた黒っぽいチーズをガレ・グルートまたはキャラ・コーリート（قره‌قروت、「黒いクルト」）と呼び、スープや魚料理、ソースに加えて利用する。

## 語源
クルトはテュルク諸語において乾燥を意味する単語である。

## 使用

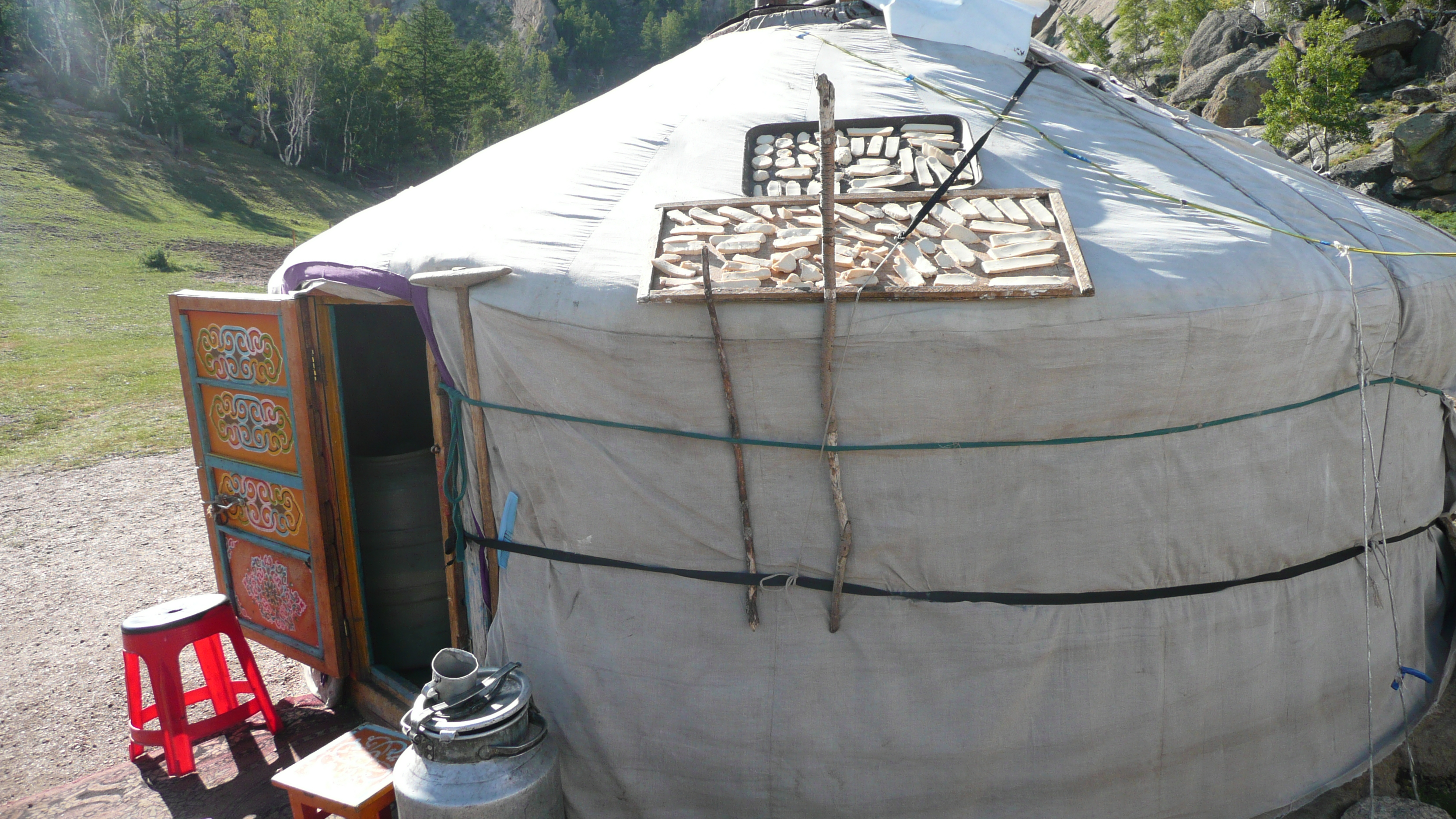
ゲルの屋根でアールールを日干しにする

クルトはそのまま食べるが、調理して食べることもあり、例としては、水で戻してヨーグルト状にして食べる。アゼルバイジャン西部地域では、クルトを手で水に溶かして使用することが多く、アゼルバイジャンのラザニアタイプの伝統料理であるホンゴル（xəngəl）にも使用される。水で戻したクルトはタジキスタン、アフガニスタン、イランで見られるペルシア系の伝統料理クルターブの重要な素材となる。
キャシュクを利用したイラン料理には、キャシュコ・バーデンジャーン・クービーデ（کشک بادنجان کوبیده、ナスと水で戻したキャシュクのペースト）やキャシュケ・バーデンジャーン（کشک بادنجان、油で焼いたナスとキャシュクのソースのキャセロール）などがある。
アフガニスタン料理の主菜の一つにキチュリー・クルート（کچری قروت Kichree Qurut）があり、水で戻したクルートを塩、おろしニンニク、少量の唐辛子で調味し、肉のコルマや煮込んだコフタを添え、リョクトウと米の粥キチュリーにかけて食べる。また、水で戻したクルートにニンニク、塩、コショウを加えて煮立てたものをクルーティー（قروتی）と呼び、乾燥したミントをふりかけてナーンにつけて食べる。